# Golyva
A golyva vagy strúma pajzsmirigy-megnagyobbodást jelent. A pajzsmirigy mérete normális esetben nőknél kb. 18 ml, férfiaknál elérheti a 25 ml-t. Magas jódtartalmú táplálkozás során a pajzsmirigy mérete kisebb, mert itt kevesebb sejt is elegendő a jód pajzsmirigyhormonokba való beépítéséhez. Jódszegény táplálkozás mellett a pajzsmirigy normál méretének többszörösére növekedhet (lásd a fényképen), extrém esetben gátolhatja a légzést. A betegség nevét a Sztruma folyóról kapta (Bulgária és Görögország között folyik), mert ott a betegség különösen gyakori volt

## Okai
A jódhiány a pajzsmirigy növekedéséhez vezet, hogy a szerv a teljesítményt növelve képes legyen a táplálékkal felvett kevesebb jód felhasználására. Ezzel a folyamattal a pajzsmirigy alkalmazkodik a jódhiányhoz. Ebben az esetben a strúma orvosi problémát csak akkor jelent, ha funkciókieséshez, illetve nyaktáji panaszokhoz vezet.
Strúma kialakulhat továbbá pajzsmirigy-túltermelés (hyperthyreosis), valamint pajzsmirigy-alultermelés (hypothyreosis) következtében. Ezekben az esetekben jód adása nem javasolt. 
Strúma fejlődhet ki terhesség során is. Terhesség alatt a pajzsmirigy több tiroxint termel, ami terhes nőknél látható strúmát okozhat. A szülés után ez a fajta strúma visszafejlődik.

## Megelőzés
A strúma megelőzése miatt jódhiányos területeken fontos az étkezési só (esetleg az ivóvíz) jódozása. Amióta ezt a megelőzési módszert bevezették, a strúma gyakorisága drámaian visszaesett. A jódozott élelmiszerek viszont problémát jelentenek az autoimmun pajzsmirigybetegségben (például Basedow-kór, Hashimoto thyreoiditis) szenvedő betegek számára, ahol jód adása a betegséget súlyosbíthatja. Az ő számukra fontos feltüntetni az élelmiszerek címkéin a tartalmazott jódmennyiséget is. 

## Kezelés
A kezelés a kiváltó okok szerint történik. Jódhiányban jód adásával, az autoimmun pajzsmirigybetegségekben az alapbetegség kezelésével.